# アナグラム
アナグラム (anagram) は、言葉遊びの一つで、単語または文の中の文字をいくつか入れ替えて、異なる意味を成す語句を生成する。通常、スペースや句読点などの非文字は考慮せず、文字の並べ替えのみを行い、元の文字をすべて使用して異なる語句を作ることが一般的である。
文字列を逆順にして一致するかどうかを調べればよい回文と異なり、異なるN種類の文字列ならばNの階乗-1通り（N!：5文字ならば120-1=119通り）の並べ替えが可能で、意味のあるアナグラムを短時で判別することは困難である。多くの言葉は強引な意味づけをすることでアナグラムとなりうる。

## 事例

### アルファベット

#### 英語
英語は、語彙が元の言葉と関連するアナグラムが多く見出されている。
- anagrams = ARS MAGNA （アナグラム＝偉大なる芸術（ラテン語））
- Statue of Liberty = built to stay free （自由の女神＝自由でありつづけるために建てられた）
- Christmas = trims cash （クリスマス＝現金をすり減らす）
- astronomer = moon starer （天文学者＝月を見つめる者）
- astronomers = No more stars. （天文学者たち＝星はもうたくさん）
- conversation = Voices rant on. （会話=大声で騒ぎ立てる）
- desperation = A rope ends it. （絶望＝一本のロープがそれを終わらせる）
- contaminated = NO ADMITTANCE （汚染された＝立入禁止）
- dormitory = dirty room （学生寮＝汚い部屋）
- narcissism = man's crisis （ナルシシズム＝男性の危機）
- one plus twelve = two plus eleven （1 + 12 = 2 + 11）
- canoe = ocean （カヌー = 海）
- Cinerama = American （シネラマ = アメリカ人）

以下はその他の例:
- wing birth = bright win
- Lost nature = Ultra stone
- eros = rose
- vegetarian = vinegar tea
- Tom Marvolo Riddle= I am Lord Voldemort （『ハリー・ポッターと秘密の部屋』）
- Trash We'd Love = Save The World （ロックバンドthe HIATUSの1stアルバム)
- AS FOR ONE DAY（モーニング娘。のシングル） = ONE FOR YASDA

#### 補足
日本語は清音と濁音・半濁音、「は」を「ha」と「wa」など、同一文字で異なる読みを同一視する場合があるが、アルファベットは "I" と "J"・"U" と "V" を同一視する場合がある。

### 日本語
促音や拗音は全て直音として扱うことが多い。
- アナグラム→グアム・奈良（先述にもある）
- ウィキペディアン→北京で言い合う（ペキンディィアウ）
- 女子同士→宍戸錠
- 夜明けと雪→十朱幸代
- 豚が座らん→菅原文太
- 釜と釣竿→松坂桃李
- 老後、長生き→稲垣吾郎
- 阿藤快→加藤あい
- パラグアイ→バイアグラ（濁音と半濁音を同一視）
- 今田君は和尚→ハクション大魔王（今田耕司の実家は本門法華宗の寺である）

#### いろは歌
「いろは歌」は仮名47文字を並べ替えて成文化している。

### ペンネームや芸名
本名などのアナグラムを用いる作家や芸能人。
- 伊島恭＝Ijima Kyo - 雅孝司＝Miya Kojiのアナグラム。
- アルコフリバス・ナジエ（Alcofribas Nasier） - 16世紀フランスの文人フランソワ・ラブレー(François Rabelais)が用いたペンネーム。
- 泡坂妻夫 - 本名の厚川昌男のアナグラム。
- 船田学（ふなだがく）・加田伶太郎（かだれたろう） - 共に福永武彦のペンネーム。前者は「福永だ」後者は「誰（たれ）だろうか」のアナグラム。
- マルグリット・ユルスナール (Marguerite Yourcenar) - ユルスナールは、本名クレイヤンクール (Crayencour)のアナグラム。
- 遡玉洩穂（そだまもるほ） - 本名の細田守（ほそだまもる）のアナグラム。
- 矢沼正太・犬屋タマセ - 本名の沼田誠也（ぬまたせいや）のアナグラムと思われる。
- 石臼登代（いしうすとよ） - 臼井儀人（うすいよしと）がテレビアニメ『クレヨンしんちゃん』の脚本を書くにあたって付けたペンネームとする説があるアナグラム。石臼登代が脚本を担当したエピソードにも同名の漫画家が登場する。また、石臼とは別の漫画家「よしいうすと」もたびたび登場している。
- さかともえり - ともさかりえの歌手名（ともさかの本業は女優）。「とも」「さか」「り」「え」で分解し組み直したアナグラム。
- 妻方仁（つまかたじん） - 本名の高松信司（たかまつしんじ）のアナグラム。
- 小池田マヤ（こいけだまや） - 本名の山田佳子（やまだけいこ）のアナグラム。
- タモリ - 本名（前項参照）の苗字（森田）のアナグラム。
- 湊かなえ - 創作ラジオドラマ大賞受賞当時は「金戸美苗」（かなとみなえ）の名義で活動していたが、のち「か」と「み」の位置を入れ替えて小説家をデビューした。
- カヒミ・カリィ（Kahimi Karie） - 結婚前の本名の比企眞理（ひきまり）のアナグラム。
- マバヌア（mabanua） - 本名の学（まなぶ）のアナグラム。
- パウル・ツェラン - ユダヤ系の本名パウル・アンチェル（Paul Antschel / Paul Ancel）を隠すためのアナグラム。
- オグドレッド・ウェアリー（Ogdred Weary） - 本名のエドワード・ゴーリー（Edward Gorey）のアナグラム。
- 三木なずな - 台湾出身の小説家。ファンである声優の水樹奈々のアナグラムから作成したペンネーム。

#### パズル作家
パズル作家の中にはアナグラムでペンネームを作る人がいる。
- Sarah O. Haigy - 芦ヶ原伸之が海外で使用していたペンネームのひとつ。「Yoshigahara」のアナグラムである。
- N. Claus de Siam - ハノイの塔の話を発表した人。リュカ（Lucas d'Amiens）のアナグラムである。

その他、パズル誌などの投稿者にもこの方法でペンネームを作る人がいる。

#### 会社・企業
- アリカ - ソフトウェア会社の一つ。社長の名前である「AKIRA（あきら）」を「ARIKA（アリカ）」と逆さに読み替えた。
- EDWIN - デニム（DENIM）のアナグラムである（Mは逆さにしてWにする）。

### 人名
- シュルレアリスムの父といわれるアンドレ・ブルトンは、サルバドール・ダリ（Salvador Dali）を "Avida Dollars"（ドルの亡者）と批判した。「Avida Dollars」は「Salvador Dali」のアナグラムである。
- Madonna（マドンナ） = MadOnna（マッド・女）並びは同じだが、ローマ字読みで変わる。
- ジャズピアニストのソニー・クラークが31歳で死去した時、ビル・エヴァンスが追悼の意を込めて「NYC's No Lark」（ニューヨークからヒバリ去る）という曲を書いているが、この曲名は「Sonny Clark」のアナグラムである。また、エヴァンズはリバーサイド・レコードに「Re: Person I Knew」(私が知っていた人について)という曲をレコーディングしているが、この曲名もリバーサイドの共同設立者/プロデューサー、オリン・キープニュース（Orrin Keepnews）の名前のアナグラムである。
- 名古屋市長の河村たかしが、表敬訪問のために訪れた東京五輪ソフトボール金メダリストのメダルを突然噛んだ騒動の際、「かわむらたかし」の名前が「わたしかむから（私噛むから）」「たからかむわし（宝噛むワシ）」「かしたらかむわ（貸したら噛むわ）」などになることが話題になり[4]、「生まれたときから噛むことが決まっていた」と揶揄された[5]。

### テレビ番組など
- BSJapanext・朝日放送テレビ制作の『パネルクイズ アタック25→パネルクイズ アタック25 Next』ではアナグラムの問題が出題されている。また、かつて1982年に放映された同局のクイズ番組『三角ゲーム・ピタゴラス』でも出題されたことがあった。
- BSフジで放送されている『クイズ!脳ベルSHOW』でも「シャッフル人名」というコーナー名でアナグラムの問題が出題されている。
- 日本テレビ系にてかつて放送されていたクイズ番組『マジカル頭脳パワー!!』においても「シャッフルクイズ」というコーナー名でアナグラムの問題が出題されていた時期がある。
- 同じく日本テレビ系スポーツニュース番組『スポーツうるぐす（後の江川×堀尾のSUPERうるぐす）』の「うるぐす」（URUGUS）は、メインキャスターの一人・江川卓の名前（SUGURU）のアナグラムである。
- 元ラーメンズの小林賢太郎は、自身が出演する番組やソロ公演などで、アナグラムを用いたコントを披露する事が多々ある。

### フィクション
- ウィリアム・シェイクスピアの『ハムレット』（Hamlet）の主人公の名前は、『デンマーク人の事績』に登場するアムレート（Amleth）のアナグラムだと考えられている。
- 『吸血鬼ドラキュラ』以降に発表された、吸血鬼を題材とするフィクション作品の幾つかで、「Dracula（ドラキュラ）」のアナグラムである「Alucard（アルカード、またはアルクェイド）」が吸血鬼の名前として登場している。
- グレッグ・イーガンの小説『順列都市（原題：Permutation City）』はタイトルの「Permutation City」を入れ替えたアナグラムの詩で始まる。また、各章タイトルも「Permutation City」のアナグラムである。邦訳版では「じゅんれつとし」を入れ替えた『使途連述』『術と試練』『受信裂渡』などが使われている。
- J・K・ローリングの小説『ハリー・ポッター』シリーズに登場する、主人公ハリー・ポッターの宿敵であるヴォルデモートの名前は、「トム・マールヴォロ・リドル（Tom Marvolo Riddle）」という本名を嫌い、"I am Lord Voldemort" （私はヴォルデモート卿だ）と並べ替えて自称したアナグラムである。
- ボンバーマンシリーズに登場するキャラクター『ムジョー』の名前は、モデルとなった中野忠博の当時[注 1]のハドソンでの役職「常務（ジョーム）」のアナグラムである。
- さくらももこ原作のアニメ『さくらももこ劇場 コジコジ』に登場するキャラクター『虎田進』の名前は、彼の正体である「ノストラダムス」のアナグラムである。
- 新沢基栄の漫画『ハイスクール!奇面組』に登場する「婦組（ふくみ）」のメンバーの名前は、実在の芸能人名をアナグラムにしたものである（例：薬師丸ひろ子（やくしまるひろこ）→子役締ひろ（こやくしまるひろ））。
- ウィザードリィに登場するキャラクターの「トレボー」「ワードナ」の名前は、それぞれ作者であるロバート・ウッドヘッド（Robert Woodhead）とアンドリュー・グリーンバーグ（Andrew C. Greenberg）のファーストネームを逆につづったアナグラムである。
- スパイク・チュンソフトから発売されたゲーム『極限脱出ADV 善人シボウデス』には二つのアナグラムが登場する。「TWO MILK MEN GO COMEDY！」→「WELCOME TO MY KINGDOM！（ようこそ我が王国へ）」は序盤でアナグラムだと明かされる。「MEMENTO MORI, IF THE NINETH LION ATE THE SUN』（死を忘れるな、もしも9番目のライオンが太陽を食べた時）」→「THE MAN OF THE MOON RUKES THE INFINITE TIME（月の男（人間）は無限の時を支配する）」は作中の真相の一つで終盤にアナグラムが判明する。
- スパイク・チュンソフトから発売されたゲーム『ZERO ESCAPE 刻のジレンマ』の英語版タイトル『Zero Time Dilemma』は「Me? I'm Zero; I'm Delta.」と並べ換えることができる。ディレクターの打越鋼太郎が意図したものでなく、ローカライズを手がけたAksys Gamesによるものか、あるいはただの偶然の可能性がある。
- 『仮面ライダーフォーゼ』の登場人物名には過去の仮面ライダーシリーズの人物名などのアナグラムが多く用いられている。例:歌星賢吾（うたほしけんご）→本郷猛（ほんごうたけし=仮面ライダー1号）。
- 『猫田びより』のヒロイン「アミ」は「I am」→「Ami」からきている。

### その他
- 近世ヨーロッパの科学者、例えば、ガリレオ・ガリレイやクリスティアーン・ホイヘンスなどは、自分の発見をアナグラムにして記録した。その利点は、他人が同じ発見を発表した際には、自分が先に発見していたことを主張できるし、また、その発見を秘密にすることで、さらに重要な発見を他人に横取りされずにすむことにある。
- ノストラダムスの大予言（『ミシェル・ノストラダムス師の予言集』） - アナグラムに類似する技法によって「解読」したとする研究者が少なくない。ただし『予言集』にアナグラムの技法が用いられている部分があることは疑いない。
- マーティン・ガードナーは『サイエンティフィック・アメリカン』誌に「Mathematical Games（邦題「数学ゲーム」）」というコラムを連載していた。ダグラス・ホフスタッターはこのコラムの終了後「Metamagical Themas（邦題「メタマジック・ゲーム」）」というコラムを執筆した。この2つのタイトルはアナグラムの関係になっている。
- 小惑星(2517) オルマは(1257) モーラの綴り字のアナグラムから命名された。
- ガールズグループ・LE SSERAFIMの名前は英語で「私は恐れない」を意味する「IM FEARLESS」をアナグラムしたものである。